# Josh Silver
Pour les articles homonymes, voir Silver.
Josh Silver, né le 16 novembre 1962, est le claviériste et producteur du groupe Type O Negative. Il a rejoint le groupe à la demande de Peter Steele.
Silver a été également le fondateur du groupe Fallout, formation qui débouchera sur la naissance du groupe Carnivore, qui lui-même aboutira finalement à la formation du groupe Type O Negative. Entre-temps, Silver avait formé un groupe de hard-rock dénommé Original Sin.